# Valkenisse
Valkenisse è un'ex-municipalità dei Paesi Bassi situata nella provincia della Zelanda.
Fu creata il 1º luglio 1966 attraverso l'unione delle ex-municipalità di Biggekerke e parte di quelle di Oost- en West-Souburg, Zoutelande e Koudekerke, il cui villaggio ne era il capoluogo.
Soppressa il 1º gennaio 1997, il suo territorio, assieme a quello delli ex-municipalità di Domburg, Mariekerke e Westkapelle è stato accorpato a quello della municipalità di Veere.